# Simpsonichthys adornatus
Simpsonichthys adornatus är en fiskart som beskrevs av Costa 2000. Simpsonichthys adornatus ingår i släktet Simpsonichthys och familjen Rivulidae. Inga underarter finns listade i Catalogue of Life.